# Pristimantis ardalonychus
Espèce
Synonymes
- Eleutherodactylus ardalonychus Duellman & Pramuk, 1999

Statut de conservation UICN

 EN  : En danger
Pristimantis ardalonychus est une espèce d'amphibiens de la famille des Craugastoridae.

## Répartition
Cette espèce est endémique de la province de Rioja dans la région de San Martín au Pérou. Elle se rencontre entre 680 et 1 200 m d'altitude sur le versant Est dans le nord de la cordillère Centrale.

## Description
Les mâles mesurent de 19,7 à 21,9 mm et la femelle 27,4 mm.

## Publication originale
- Duellman & Pramuk, 1999 : Frogs of the genus Eleutherodactylus (Anura: Leptodactylidae) in the Andes of northern Peru. Scientific Papers Natural History Museum the University of Kansas, no 13, p. 1-78 (texte intégral).